# Premi a la millor actriu (Festival de Sitges)
El Premi a la millor actriu és un dels premis concedits pel jurat de la secció oficial del Festival Internacional de Cinema de Catalunya a la millor actuació femenina en una pel·lícula de la secció oficial del certamen.

## Guardonats
| Any  | Imatge | Actor                 | Pel·lícula                            | País                     | Referència |
| ---- | ------ | --------------------- | ------------------------------------- | ------------------------ | ---------- |
| 1971 |        | Youn Yuh-jung         | Hwanyeo                               | Corea del Sud            | [ 1 ]      |
| 1972 |        | Geraldine Chaplin     | Z.P.G.                                | Estats Units · Dinamarca | [ 2 ]      |
| 1973 |        | Andrea Martin         | Cannibal Girls                        | Canadà                   | [ 3 ]      |
| 1974 |        | Cristina Galbó        | No profanar el sueño de los muertos   | Espanya                  | [ 4 ]      |
| 1975 |        | Lana Turner           | Persecution                           | Regne Unit               | [ 5 ]      |
| 1976 |        | Brenda Vaccaro        | Cap de setmana sagnant                | Canadà                   | [ 5 ]      |
| 1977 |        | Karen Black           | Burnt Offerings                       | Estats Units             | [ 6 ]      |
| 1978 |        | Camille Keaton        | Day of the Woman                      | Austràlia                | [ 7 ]      |
| 1979 |        | Lisa Pelikan          | Jennifer                              | Estats Units             | [ 8 ]      |
| 1980 |        | Cyd Hayman            | The Godsend                           | Regne Unit               | [ 9 ]      |
| 1981 |        | Linda Haynes          | Human Experiments                     | Estats Units             | [ 10 ]     |
| 1982 |        | Annie McEnroe         | Battletruck                           | Austràlia                | [ 11 ]     |
| 1983 |        | Elisabeth Ward        | Alone in the Dark                     | Estats Units             | [ 12 ]     |
| 1984 |        | Amy Madigan           | Streets of Fire                       | Estats Units             | [ 13 ]     |
| 1985 |        | Lori Cardille         | El dia dels morts                     | Estats Units             | [ 14 ]     |
| 1986 |        | Caroline Williams     | The Texas Chainsaw Massacre 2         | Estats Units             | [ 15 ]     |
| 1987 |        | Jill Schoelen         | The Stepfather                        | Estats Units             | [ 16 ]     |
| 1988 |        | Kate McNeil           | Atracció diabòlica                    | Estats Units             | [ 17 ]     |
| 1989 |        | Rosanna Arquette      | Black Rainbow                         | Regne Unit               | [ 18 ]     |
| 1990 |        | Lindsay Duncan        | La pell que brilla                    | Regne Unit               | [ 19 ]     |
| 1991 |        | Juliet Stevenson      | Un fantasma enamorat                  | Regne Unit               | [ 20 ]     |
| 1992 |        | Joey Wong             | Sinneoi Jauwan III: Dou Dou Dou       | Hong Kong                | [ 21 ]     |
| 1993 |        | Jennifer Ward-Lealand | Desperate Remedies                    | Austràlia                | [ 22 ]     |
| 1994 |        | Jane Horrocks         | Deadly Advice                         | Regne Unit               | [ 23 ]     |
| 1995 |        | Bridget Fonda         | Encanteri a la ruta maia              | Estats Units             | [ 24 ]     |
| 1996 |        | Melinda Clarke        | La lengua asesina                     | Estats Units             | [ 25 ]     |
| 1997 |        | Reese Witherspoon     | Tensió a l'autovia                    | Estats Units             | [ 26 ]     |
| 1998 |        | Évelyne Dandry        | Sitcom                                | França                   | [ 27 ]     |
| 1999 |        | Emma Vilarasau        | Els sense nom                         | Espanya                  | [ 28 ]     |
| 2000 |        | Ryōko Hirosue         | Himitsu                               | Japó                     | [ 29 ]     |
| 2001 |        | Yūki Amami            | Inugami                               | Japó                     | [ 30 ]     |
| 2002 |        | Angela Bettis         | May                                   | Estats Units             | [ 31 ]     |
| 2003 |        | Cécile de France      | Haute tension                         | França                   | [ 32 ]     |
| 2004 |        | Mònica López          | L'habitant incert                     | Espanya                  | [ 33 ]     |
| 2005 |        | Lee Young-ae          | Chinjeolhan geumjassi                 | Corea del Sud            | [ 34 ]     |
| 2006 |        | Sandra Hüller         | Requiem                               | Alemanya                 | [ 35 ]     |
| 2007 |        | Manuela Velasco       | REC                                   | Espanya                  | [ 36 ]     |
| 2008 |        | Semra Turan           | La lluitadora                         | Dinamarca                | [ 37 ]     |
| 2009 |        | Kim Ok-vin            | Thirst                                | Corea del Sud            | [ 38 ]     |
| 2009 |        | Elena Anaya           | Hierro                                | Espanya                  |            |
| 2010 |        | Josie Ho              | Wai dor lei ah yut ho                 | Hong Kong                | [ 39 ]     |
| 2011 |        | Brit Marling          | Another Earth                         | Estats Units             | [ 40 ]     |
| 2012 |        | Alice Lowe            | Sightseers                            | Regne Unit               | [ 41 ]     |
| 2013 |        | Juno Temple           | Magic Magic                           | Estats Units/ Xile       | [ 42 ]     |
| 2014 |        | Essie Davis           | Babadook                              | Austràlia                | [ 43 ]     |
| 2014 |        | Julianne Moore        | Mapes a les estrelles                 | Estats Units             |            |
| 2015 |        | Pili Groyne           | Le Tout Nouveau Testament             | Bèlgica                  | [ 44 ]     |
| 2016 |        | Sennia Nanua          | The Girl with All the Gifts           | Regne Unit               | [ 45 ]     |
| 2017 |        | Marsha Timothy        | Marlina Si Pembunuh dalam Empat Babak | Indonèsia                | [ 46 ]     |
| 2018 |        | Andrea Riseborough    | Nancy                                 | Estats Units             | [ 47 ]     |
| 2019 |        | Imogen Poots          | Vivarium                              | Irlanda                  | [ 48 ]     |
| 2020 |        | Suliane Brahim        | La Nuée                               | França                   | [ 49 ]     |
| 2021 |        | Noomi Rapace          | Lamb                                  | Islàndia                 | [ 50 ]     |
| 2021 |        | Susanne Jensen        | Luzifer                               | Alemanya                 |            |
| 2022 |        | Mia Goth              | Pearl                                 | Estats Units/ Canadà     | [ 51 ]     |
| 2023 |        | Kate Lyn Sheil        | The Seeding                           | Estats Units             | [ 52 ]     |
| 2024 |        | Kristine Froseth      | Desert Road                           | Estats Units             | [ 53 ]     |